# Tour d'Italie 1926
La 14e édition du Tour d'Italie s'est élancée de Milan le 15 mai 1926 et est arrivée à Milan le 6 juin. Long de 3 429 km, ce Giro a été remporté par l'Italien Giovanni Brunero.

## Équipes participantes
- Berrettini
- Ganna
- Météore
- Olympia
- Legnano
- Wolsit
- Indépendant

## Classement général
| Classement général final |                   |
| --- | ----------------- |
| \| 1. Giovanni Brunero \| 137 h 55 min 59 s \| \| 2. Alfredo Binda \| à 15 min 28 s \| \| 3. Arturo Bresciani \| à 54 min 41 s \| \| 4. Ermanno Vallazza \| à 1 h 11 min 38 s \| \| 5. Giuseppe Enrici \| à 1 h 15 min 57 s \| \| 6. Pierino Bestetti \| à 1 h 26 min 00 s \| \| 7. Gianbattista Gilli \| à 2 h 02 min 52 s \| \| 8. Angelo Gremo \| à 3 h 16 min 58 s \| \| 9. Michele Robotti \| à 3 h 41 min 39 s \| \| 10. Ezio Cortesia \| à 3 h 59 min 18 s \| \| 203 partants, 40 arrivés \| \| |                   |
| 1. Giovanni Brunero | 137 h 55 min 59 s |
| 2. Alfredo Binda | à 15 min 28 s     |
| 3. Arturo Bresciani | à 54 min 41 s     |
| 4. Ermanno Vallazza | à 1 h 11 min 38 s |
| 5. Giuseppe Enrici | à 1 h 15 min 57 s |
| 6. Pierino Bestetti | à 1 h 26 min 00 s |
| 7. Gianbattista Gilli | à 2 h 02 min 52 s |
| 8. Angelo Gremo | à 3 h 16 min 58 s |
| 9. Michele Robotti | à 3 h 41 min 39 s |
| 10. Ezio Cortesia | à 3 h 59 min 18 s |
| 203 partants, 40 arrivés |                   |

## Étapes
| Étape     | Date   | Villes étapes    | km  | Vainqueur d'étape   | Leader du classement général |
| 1re étape | 15 mai | Milan – Turin    | 275 | Domenico Piemontesi | Domenico Piemontesi          |
| 2e étape  | 17 mai | Turin - Gênes    | 250 | Domenico Piemontesi | Domenico Piemontesi          |
| 3e étape  | 19 mai | Gênes - Florence | 312 | Alfredo Binda       | Domenico Piemontesi          |
| 4e étape  | 21 mai | Florence - Rome  | 287 | Costante Girardengo | Costante Girardengo          |
| 5e étape  | 23 mai | Rome - Naples    | 232 | Costante Girardengo | Costante Girardengo          |
| 6e étape  | 25 mai | Naples - Foggia  | 262 | Alfredo Binda       | Costante Girardengo          |
| 7e étape  | 27 mai | Foggia - Sulmona | 250 | Alfredo Binda       | Giovanni Brunero             |
| 8e étape  | 29 mai | Sulmona - Terni  | 266 | Giovanni Brunero    | Giovanni Brunero             |
| 9e étape  | 31 mai | Terni - Bologne  | 357 | Alfredo Binda       | Giovanni Brunero             |
| 10e étape | 2 juin | Bologne - Udine  | 355 | Pierino Bestetti    | Giovanni Brunero             |
| 11e étape | 4 juin | Udine - Vérone   | 291 | Alfredo Binda       | Giovanni Brunero             |
| 12e étape | 6 juin | Vérone - Milan   | 288 | Alfredo Binda       | Giovanni Brunero             |

## Sources
- (nl) Cet article est partiellement ou en totalité issu de l’article de Wikipédia en néerlandais intitulé « Ronde van Italië 1926 » (voir la liste des auteurs).